# Miguel Burtzes

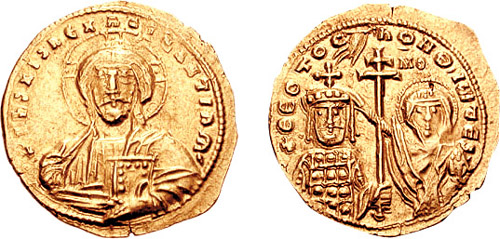
Histameno de João I Tzimisces

Miguel Burtzes (em grego: Μιχαήλ Βούρτζης; romaniz.: Michaél Boúrtzes; c.930/935 — depois de 996) foi um destacado general bizantino do final do século X, conhecido principalmente por ter conquistado Antioquia em 969, o que não evitou ter caído em desgraça junto do imperador Nicéforo II Focas (r. 963–969). Ressentido por ter sido desprezado, Burtzes juntou forças com os conspiradores que assassinaram Focas algumas semanas depois. Burtzes volta a ter um papel proeminente na guerra civil entre o imperador Basílio II Bulgaróctono (r. 976–1025) e o rebelde Bardas Esclero, na qual trocou de lados por duas vezes. Apesar disso, foi nomeado duque de Antioquia por Basílio, um cargo que manteve até 995, quando foi dispensado devido aos seus desaires na guerra contra os fatímidas.

## Biografia

### Carreira sob Nicéforo II e João I Tzimisces
Miguel Burtzes foi o primeiro membro proeminente da família Burtzes, originária do Alto Eufrates e que se tornaria um dos principais clãs da aristocracia militar bizantina durante o século XI. Ganhou notoriedade pela primeira vez no final de 968, quando foi nomeado por Nicéforo como patrício e estratego da pequena tema (província) de Montanhas Negras (Mauron Oros) e encarregado de comandar as forças que bloqueavam Antioquia.
Desobedecendo às ordens de Nicéforo de não atacar a cidade durante a sua ausência, no final do outono de 969 persuadiu um traidor no interior da cidade a entregar uma das principais torres da muralha, que foi prontamente ocupada pelas tropas bizantinas. Após isto, defendeu este posto contra os repetidos ataques dos defensores da cidade durante três dias, até que os reforços liderados por Pedro Focas chegaram e asseguraram a cidade para os bizantinos. Não obstante o seu papel decisivo neste sucesso militar, Burtzes não foi recompensado: zangado com ele por ter-lhe desobedecido, ou, segundo outras fontes, por ter incendiado e destruído grande parte da cidade, o imperador Nicéforo demitiu-o do seu posto e nomeou um dos seus familiares, Eustácio Maleíno, como primeiro governador de Antioquia.
Irritado por aquilo que considerou uma injustiça, Burtzes juntou-se a uma conspiração que envolvia outros generais proeminentes que estavam descontentes com Nicéforo, liderados por João Tzimisces. Na noite de 10 para 11 de dezembro de 969, um grupo desses conspiradores, incluindo João Tzimisces e Burtzes, conseguiram ter acesso ao palácio imperial de Bucoleão pelo mar, assassinaram o imperador e instalaram João Tzimisces como seu sucessor. Apesar de ter participado no assassinato de Nicéforo, as fontes históricas praticamente não mencionam Burtzes durante o reinado de João Tzimisces (969-976). Iáia de Antioquia regista que ele supervisionou as obras de restauro levadas a cabo nas muralhas de Antioquia após um terramoto, mas aparentemente não estava à frente do governo da cidade. Segundo o historiador bizantino João Escilitzes, quando João Tzimisces morreu em janeiro de 976, Miguel Burtzes era o comandante da unidade militar de elite (tagma) dos estratelatas no exército de Bardas Esclero.

### Carreira sob Basílio II

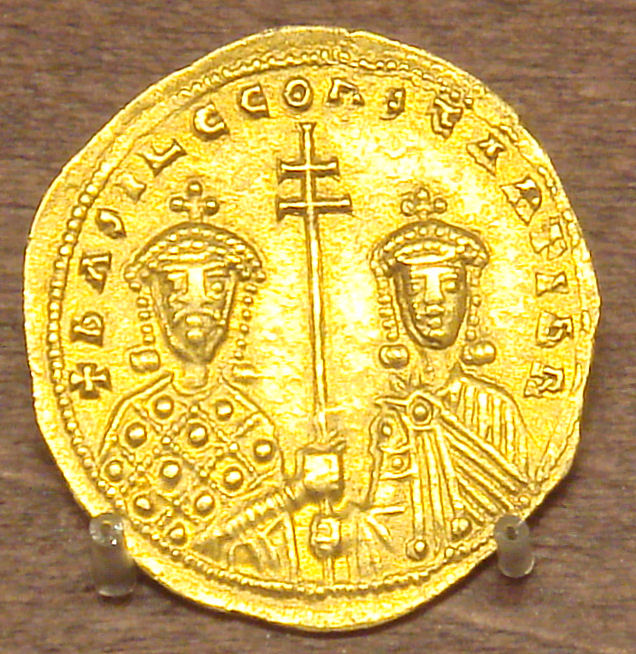
Os co-imperadores e o seu irmão mais novo

Quando João Tzimisces morreu, o poder imperial voltou para os imperadores legítimos, os jovens irmãos Basílio II Bulgaróctono e Constantino VIII, mas devido à sua juventude e inexperiência, na prática o governo continuou a ser exercido pelo poderoso paracemomeno Basílio Lecapeno. Quase imediatamente, este tomou medidas para prevenir  quaisquer manobras de tomar o trono e o reino por parte de qualquer um dos magnatas anatólios, alegadamente no papel de "guardião" dos dois jovens imperadores, à semelhança do que Focas e Tzimisces tinham feito. Seguiu-se uma remodelação geral dos comandos militares mais importantes do leste, o que foi interpretado por historiadores posteriores como Escilitzes como uma manobra para enfraquecer a posição dos muito poderosos estrategos.
Nessa altura, Burtzes foi nomeado comandante das tropas na Síria, sendo colocado em Antioquia. Ao que parece, ele teria sido o primeiro a ostentar o título de duque de Antioquia. Quase imediatamente, envolveu-se em raides militares no interior da parte da Síria controlada pelos fatímidas, chegando a atacar Trípoli, no Líbano. Esses raides renderam importantes pilhagens, cujo produto levou para Antioquia.
No entanto, na primavera, Bardas Esclero, o recém nomeado duque da Mesopotâmia e um dos principais apoiantes de Tzimisces, revoltou-se e proclamou-se imperador na sua base de Melitene. De Constantinopla vieram ordens para que Burtzes dirigisse as suas tropas para norte, se juntasse ao exército de Eustácio Maleíno, então governador da Cilícia, e impedisse os rebeldes de cruzarem as montanhas do Antitauro. Deixando o seu filho no governo de Antioquia, Burtzes obedeceu e marchou para norte. No entanto, as tropas dos dois exércitos lealistas foram desbaratadas na batalha subsequente travada na fortaleza  de Lapara. Segundo os cronistas, Burtzes teria sido o primeiro a retirar e pouco depois desertou, juntando-se a Esclero.
No outono de 977, foi posto no comando das tropas de Esclero que tentavam impedir o avanço do exército imperial que marchava de Cotieu para Icónio. Os dois exércitos emaranharam-se em combates improvisados, que acabaram numa sangrenta derrota dos rebeldes. Depois disto, Burtzes mudou novamente de partido e voltou a juntar-se ao exército imperial, agora comandado por Bardas Focas, o Jovem.

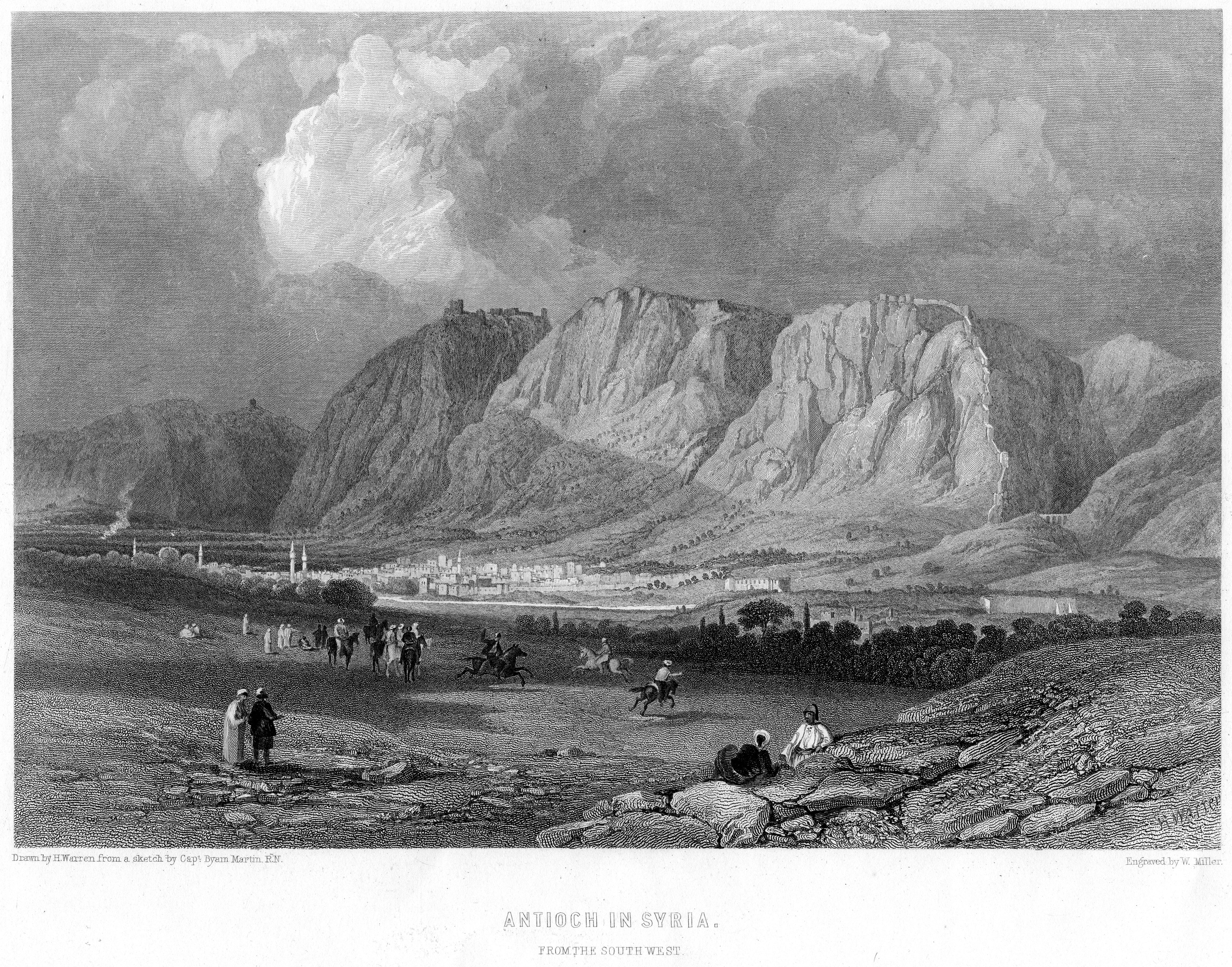
Gravura do século XIX com uma vista de Antioquia

Em novembro de 989, Burtzes tomou Antioquia a Leão Focas, o Velho, filho de Bardas, que se tinha submetido ao imperador apenas alguns meses antes. Ao contrário do que aconteceu com os líderes militares que se tinham revoltado contra ele, Basílio II e voltou a conceder-lhe o posto de importância crítica de duque de Antioquia, que ocupou entre 990 e 995. Como duque de Antioquia, Burtzes comandou a defesa da fronteira imperial durante um período de recrudescimento dos combates com os fatímidas.
Em 992, conteve uma rebelião da população muçulmana de Laodiceia do Líbano, o porto de Antioquia, deportando-a para a Anatólia. Contudo, no mesmo ano também foi derrotado em duas batalhas, a segunda delas, a batalha do Orontes, travada nas margens do rio Orontes, perto de Apameia, a 15 de setembro de 994. Estes fiascos, bem como as acusações de que tinha exacerbado o conflito com os fatímidas ao prender um embaixador destes, deixaram Basílio descontente. Em 995, aproveitando o enfraquecimento das forças bizantinas no leste devido às derrotas, os fatímidas cercaram Alepo, o principal estado árabe vassalo dos bizantinos. O próprio Basílio teve que interromper as suas operações militares contra a Bulgária e virar a sua atenção para oriente, empreendendo uma campanha relâmpago para libertar a cidade. Aproximadamente nesse tempo, Basílio demitiu Burtzes do seu posto e substituiu-o por Damião Dalasseno.
Nada mais se conhece de Burtzes depois disso. Sabe-se que teve pelo menos três filhos: Miguel, Teognosto e Samuel, conhecidos por terem conspirado contra o imperador Constantino VIII (único imperador entre 1025 e 1028), depois deste ter cegado o filho de Miguel chamado Constantino em 1025 ou 1026.